# سرجیو کارنسالینی
سرجیو کارنسالینی (انگلیسی: Sergio Carnesalini؛ زادهٔ ۲۹ اوت ۱۹۸۲) بازیکن فوتبال اهل ایتالیا است.
از باشگاه‌هایی که در آن بازی کرده‌است می‌توان به باشگاه فوتبال آتالانتا اشاره کرد.
وی همچنین در تیم ملی فوتبال زیر ۲۰ سال ایتالیا بازی کرده‌است.